# فرودگاه بین‌المللی ویلمینگتون
فرودگاه بین‌المللی ویلمینگتون  (به انگلیسی: Wilmington International Airport) (به زبان بومی: New Hanover County International Airport) یک فرودگاه همگانی با کد یاتا ILM است که یک باند فرود آسفالت دارد و طول باند آن ۲۴۴۳ متر است. این فرودگاه در کشور ایالات متحده آمریکا قرار دارد و در ارتفاع ۱۰ متری از سطح دریا واقع شده است.

## شرکت‌های هواپیمایی و مقصدهای پروازی
As of 2016, ILM offers scheduled service to 5 destinations.

### مسافری

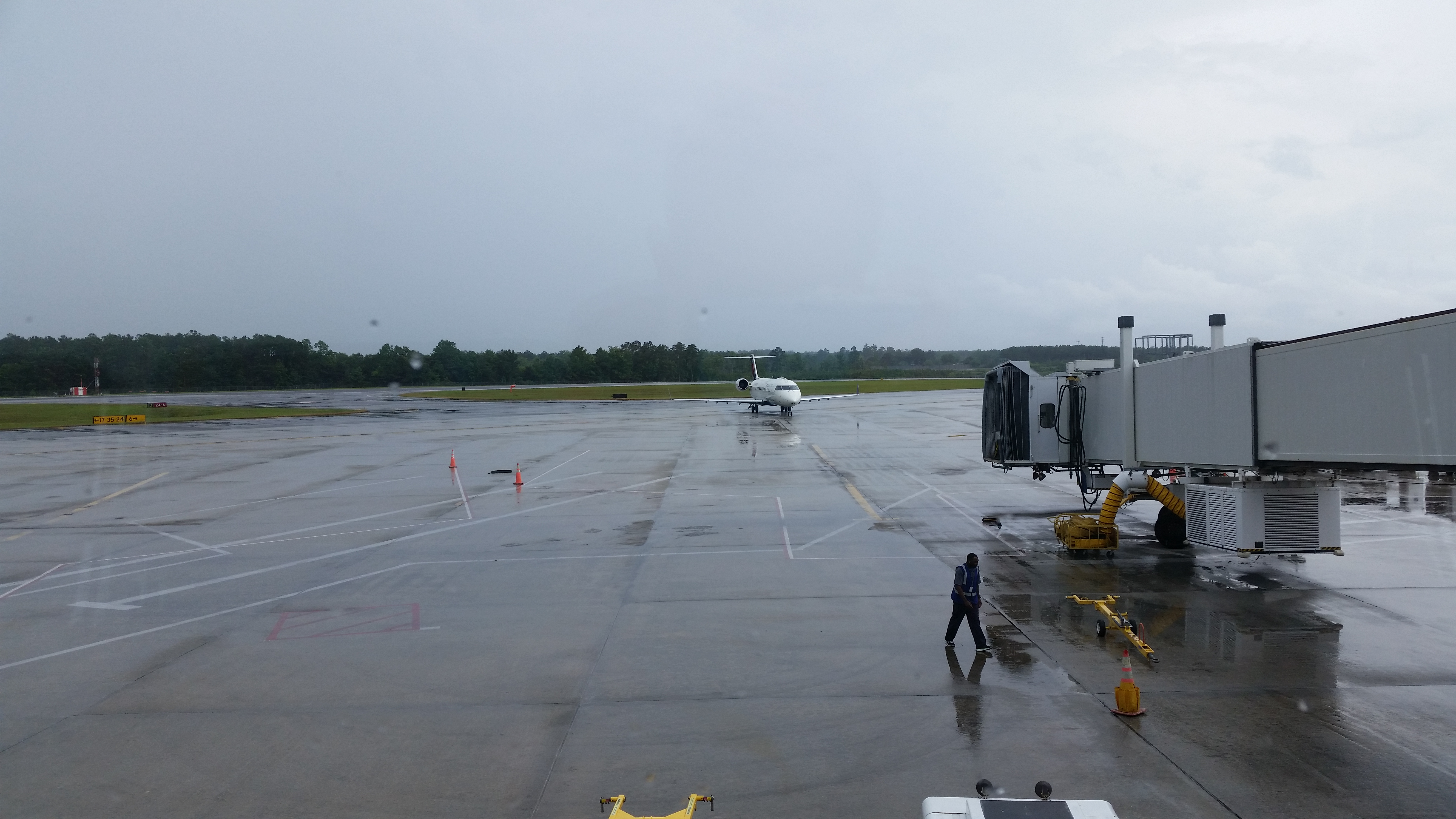
A دلتا ایرلاینز بمباردیه سی‌آرجی ۱۰۰/۲۰۰ approaching the gate

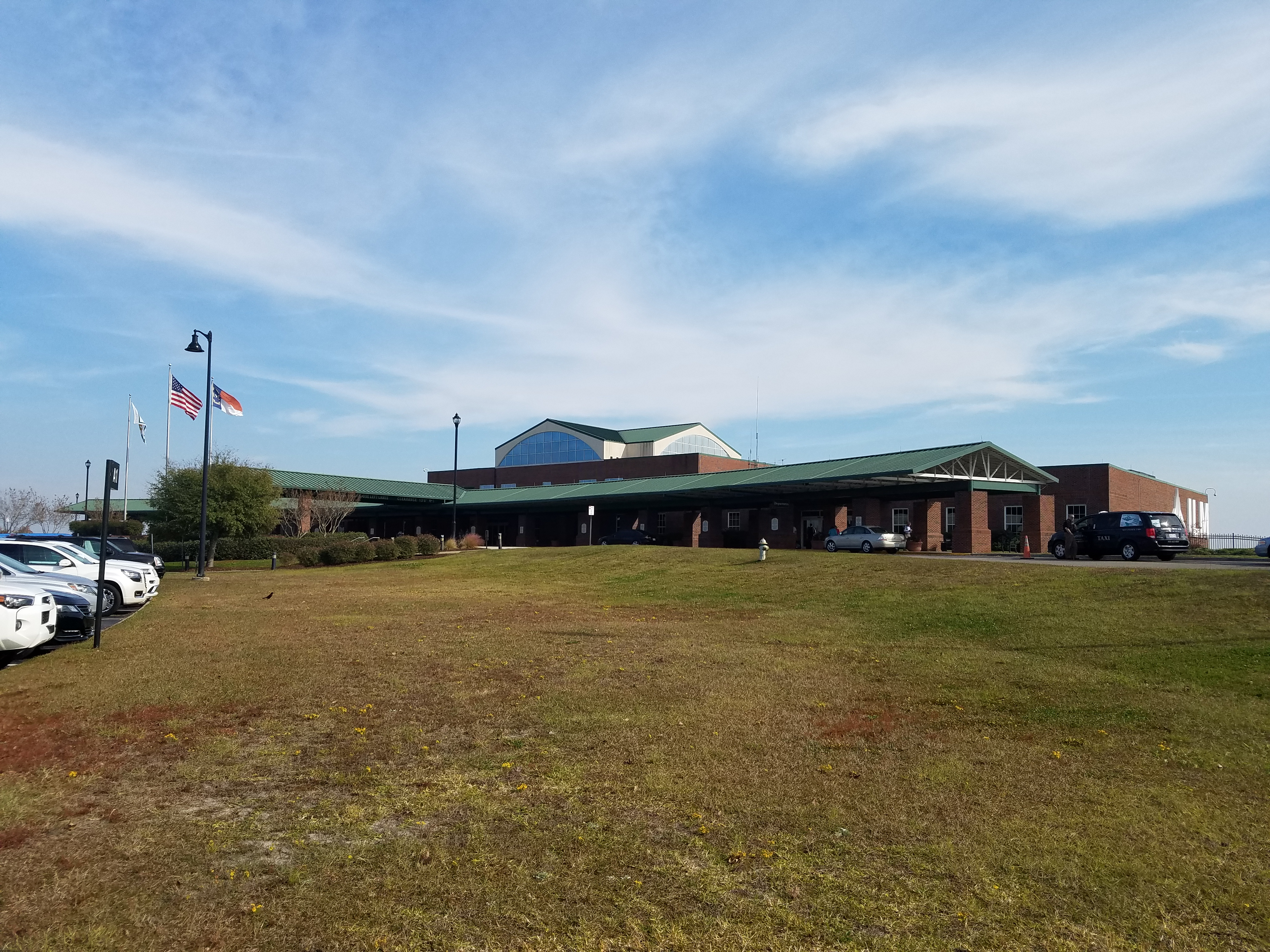
The main passenger terminal

| شرکت‌های هواپیمایی | مقصدهای پروازی                                                      |
| ----------------- | ------------------------------------------------------------------- |
| امریکن ایرلاینز   | شارلوت داگلاس                                                       |
| امریکن ایگل       | شارلوت داگلاس، فیلادلفیا، لاگواردیا فصلی: ملی رونالد ریگان واشینگتن |
| دلتا ایرلاینز     | هارتسفیلد-جکسون آتلانتا                                             |
| دلتا کانکشن       | هارتسفیلد-جکسون آتلانتا فصلی: لاگواردیا                             |

### باری
| شرکت‌های هواپیمایی                      | مقصدهای پروازی     |
| -------------------------------------- | ------------------ |
| دی‌اچ‌ال اوییشن اجرا توسط Ameriflight    | شارلوتسویل-البمارل |
| فدکس اکسپرس اجرا توسط مانتین ایر کارگو | پیدمونت تراید      |
| یوپی‌اس ایرلاینز اجرا توسط مارتین‌ایر    | رالی-دورهام        |

### Top destinations
| Rank` | City                      | Passengers | Airline         |
| ----- | ------------------------- | ---------- | --------------- |
| 1     | شارلوت داگلاس             | 229,000    | American        |
| 2     | هارتسفیلد-جکسون آتلانتا   | 109,000    | Delta           |
| 3     | فیلادلفیا                 | 44,000     | American        |
| 4     | لاگواردیا                 | 27,000     | American, Delta |
| 5     | ملی رونالد ریگان واشینگتن | 2,000      | American        |